# 成仁病院
成仁病院（せいじんびょういん）は東京都足立区にある医療機関。2007年6月に開院した足立区で5箇所目の精神科病院である。位置は足立区西新井の環七通り沿い。

## 概要
医療法人社団成仁の理事長である片山成仁（かたやま しげまさ）が院長を勤める。6階立てで1階は外来診察。一見して病院に見えない病院外観が特徴的である。急性期治療を目的として開設された。114床の病棟を持つ。公表によると、年間入院患者数は499名(2007年7月1日～2008年1月31日)、年間退院患者数は399名(2007年7月1日～2008年1月31日)との事である。同病院の外来は完全予約制となっており、外来訪問時は事前に電話予約を取る必要がある。職員数は196人（うち医師14名（非常勤6名）、看護師25名、作業療法士19名、放射線技師19名）。医療法人社団成仁は、他にも認知症患者のみの受け入れを行う介護老人保健施設成仁、茨城県 鉾田市のうぇるさんて大洋、成仁医院を運用している。開院して2年足らずで、実験的に院内で保育園の開園事業および職員向けの指定外保育園事業を開始した。ま
た看護師の採用にはフィリピン等の外国人看護師を積極採用している。

## 診療科
- 精神科

## 沿革
- 2007年6月 開院

## 指定医療
- 保険医療機関
- 指定自立支援医療機関（精神通院医療）
- 精神保健指定医の配置されている医療機関
- 生活保護法指定医療機関

## 交通
- 東武伊勢崎線西新井駅下車、徒歩7分